# Банкир (фильм, 1989)
«Банкир» (англ. The Banker) — американский триллер, интерпретирующий на современный лад историю о Джекиле и Хайде.

## Сюжет
Детектив Дэн Джефферсон ведёт расследование преступлений против женщин лёгкого поведения. Джейни и Мелани — две очередные жертвы убийцы, который днём ведёт благопристойный образ жизни, руководя банком.
А по ночам банкир-убийца Осборн выходит с арбалетом, начиная азартную охоту на проституток Своё расследование ведёт и Шэрон Максуэлл, телеведущая с 3-го канала.

## В ролях
- Роберт Форстер — Дэн
- Дункан Реджер — Осборн
- Шанна Рид — Шэрон
- Джефф Конуэй — ковбой
- Лейф Гарретт — Фауле
- Ричард Раундтри — лейтенант Хьюз
- Хуан Гарсия — Эдди
- Майкл Фейрман — Фрэд
- Дебра Рихтер — Мелэни